# ステープルフォード (ケンブリッジシャー州)
ステープルフォード（英: Stapleford）は、イングランド東部のケンブリッジシャー州にあるケンブリッジから東に約4マイルの処に位置する村で、グランタ川の右岸にある。初めてステープルフォードの名前が文献などに記述されたのは956年のことで、ラテン語名でステフェルフォーダ（Stapelforda）という名称が与えられており、かつてはステープルトン（Stapleton）と呼ばれていた。大多数の小教区とは異なり、その当時から綴りは殆ど変わっていない。しかしながら、この小教区はそれ以前から人々が居住していたのである。小教区の境界内にあるワンドルベリー・リングは紀元前3世紀に建造されたとされる鉄器時代のヒルフォートであるが、紀元1世紀に二層の土手に改築した。最近では第44代アメリカ合衆国大統領のバラク・オバマが16世紀末までこの地で育ち、その後アメリカ合衆国に移住したトーマス・ブロッサムの直系子孫であることが判明して、それを機に村が一躍有名になった。
ステープルフォードには「The Rose」と「The Three Horseshoes」という2軒のパブがある。またセント・アンドリュー教会、小学校、数個の倉庫、2軒の美容院、市民菜園、ユース・フットボール・クラブ、クリケットチームや数軒の農場も存在する。
有名な住人にはレーシングドライバーのロバート・ハフ、ノーベル賞受賞者のサー・ジョン・サルストン（2002年度 / 生理学・医学賞）やサー・ジェームズ・マーリーズ（1996年度 / 経済学賞）などがいる。
ケンブリッジ大学クレア・カレッジを潜り抜けた、のちの福音伝道者であるジョン・ベリッジは1750年から1756年にかけて、ケンブリッジ近郊のステープルフォードにおいて補助司祭を務めた。彼は「善を行うという誠実な願望」を抱きながら職務を遂行し、「是認の重要性」を説いた上で教授した。それでも、のちにベリッジが思い起こすように、信仰による福音を信じもしなければ説くこともしなかったために全く無益なものとなってしまった。この教区において「精神的にも道徳的にも人の助けになることなどないであろう」と考えた彼は職を退き、のちにサンディ近郊のエヴァートンにある教会の牧師となった。
ステープルフォードはフランスのロワール川沿いにあるヴィルドゥメールやタンザニアのリンディ州にある6つのディストリクトのひとつであるナチングウィアと姉妹関係にある。